# حصار حصن الديموس
حصار حصن الديموس، وقع عام 1210 بإتحاد من قوات مملكة أراغون مع القوات المساعدة لفرسان الهيكل وفرسان الإسبتارية ضد قوات الموحدين التي كانت تدافع عن الحصن، وكانت نتيجة الحصار هزيمة المسلمين. وقد أثارت هذه الخسارة غضب المسلمين الذين أعدوا هجوما كبيرا ضد المسحيين في معركة العقاب. وضع هذا الهجوم حدا للهيمنة الإسلامية في المنطقة وبداية الحكم المسيحي فيها.